# Elmar Reinders
Elmar Reinders   (Emmen, 14 de març de 1992) és un ciclista neerlandès que competeix professionalment des del 2011. Actualment corre per l'equip Team Jayco AlUla. En el seu palmarès destaca la Ster van Zwolle de 2015.

## Palmarès
- 2009
  - Vencedor de 2 etapes al Sint-Martinusprijs Kontich
- 2014
  - Vencedor d'una etapa al Tour de Berlín
- 2015
  - 1r a la Ster van Zwolle
- 2016
  - 1r al Zuidenveld Tour
- 2021
  - 1r al Skive-Løbet
  - 1r al PWZ Zuidenveldtour
  - Vencedor d'una etapa al Tour de Bretanya
- 2022
  - 1r al Bloeizone Elfsteden Fryslan
  - 1r a l'Arno Wallaard Memorial
  - Vencedor d'una etapa de l'Olympia's Tour
  - Vencedor d'una etapa al Circuit de les Ardenes
  - Vencedor d'una etapa al Tour de Bretanya

### Resultats al Tour de França
- 2023. 141è de la classificació general